# 72 Pegasi
72 Pegasi là tên của một hệ sao đôi nằm trong một chòm sao phương bắc tên là Phi Mã. Với cấp sao biểu kiến kết hợp từ hai ngôi sao thành phần là 4,97, nó xuất hiện với mắt thường của chúng ta là một điểm mờ màu cam. Để có thể nhìn thấy nó rõ ràng nhất, ta cần có một vị trí cách xa thành thị (do sự ô nhiễm ánh sáng làm hạn chế tầm nhìn, tốt nhất là ở vùng hoang mạc) và điều kiện thời tiết tốt. Khoảng cách giữa nó và mặt trời của chúng ta là khoảng xấp xỉ 550 năm ánh sáng khi dựa trên giá trị thị sai, nhưng hiện tại nó đang di chuyển gần hơn về phía chúng ta với vận tốc là khoảng 25 km/s.
72 Pegasi là một hệ sao đôi quang học với chu kì quỹ đạo dược ước tính trên dữ liệu thô là 492 năm và độ lệch tâm quỹ đạo là 0,32. Cả hai ngôi sao này đều có điểm chung là có khối lượng tương đương nhau, khoảng gấp đôi khối lượng mặt trời. Ngôi sao chính của nó là một sao khổng lồ loại K với cấp sao biểu kiến là 5,67, còn ngôi sao còn lại cũng như vậy như cấp sao biểu kiến của nó lại là 6,11 và góc phân tách của chúng tính từ ngôi sao chính là 0,568 độ. Ngoài ra, ngôi sao phụ còn được xem là bắt cặp với một sao lùn nâu, tạo thành một hệ sao đôi khác với chu kì quỹ đạo là 4,2 năm.

## Dữ liệu hiện tại
Theo như quan sát, đây là hệ sao nằm trong chòm sao Phi Mã và dưới đây là một số dữ liệu khác:
Xích kinh 23h 33m 57.18791s
Xích vĩ 31° 19′ 31.0058″
Cấp sao biểu kiến 4.97
Cấp sao tuyệt đối −1.15
Vận tốc hướng tâm 24.71 km/s
Loại quang phổ K4IIIb
Giá trị thị sai 5,94 +/- 0,45